# Japanische Strafexpedition nach Taiwan 1874

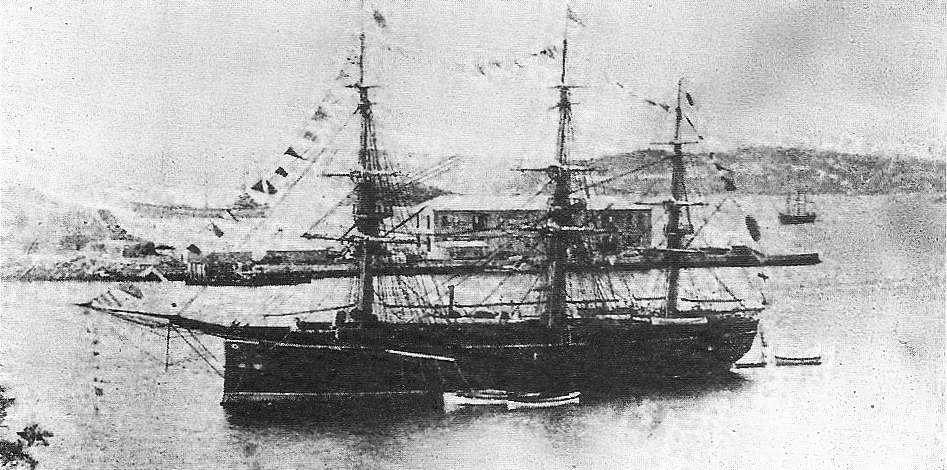
Das japanische Kriegsschiff Ryujo, das an der Taiwan-Expedition teilnahm.

Die Japanische Strafexpedition nach Taiwan 1874 (japanisch 台湾出兵 Taiwan Shuppei), auf Taiwan und in Festlandchina auch als Mudan-Zwischenfall (chinesisch 牡丹社事件) bekannt, war eine Strafaktion japanischer Militärkräfte, die der Ermordung von 54 Besatzungsmitgliedern eines Handelsschiffes der Ryūkyū-Inseln durch die indigene Bevölkerung, die Paiwan, an der Südwestspitze Taiwans im Dezember 1871 folgte.
Sie stellte den ersten Überseeeinsatz der japanischen Armee und der Marine dar.
Die Meiji-Regierung Japans forderte von der chinesischen Regierung, dass die verantwortlichen Anführer der Paiwan, die für den Mord verantwortlich waren, bestraft werden sollten.
Der japanische Außenminister Soejima Taneomi reiste nach Peking und wurde in einer Audienz vom Qing-Kaiser Tongzhi empfangen, was als solches schon einem diplomatischen Triumph gleichkam. Die Forderung nach Schadenersatz wurde jedoch mit der Begründung verweigert, dass China keine effektive Macht über die indigenen Volksstämme in Taiwan ausübe. Der US-amerikanische Militärberater der japanischen Regierung, Charles Le Gendre, drängte, dass Japan die Angelegenheit in die eigenen Hände nehmen solle.
Die japanische Regierung stimmte zu und schickte im Mai 1874 eine Expedition von 3.600 Soldaten, geführt von Saigō Tsugumichi, nach Taiwan. Auch Ōkubo Toshimichi zählte zu den Befürwortern der militärischen Strafexpedition. Am 17. Mai legten die Schiffe in Nagasaki ab und die Truppen wurden am 22. Mai auf Taiwan angelandet. Die Zahl der Opfer unter den Paiwan soll 30 betragen haben, die Japaner verloren etwa 12 Mann im Kampf, aber 531 durch Krankheiten.
Obwohl die Expedition offiziell der Bestrafung der indigenen Bevölkerung für die Enthauptung der Händler aus Okinawa diente, verfolgte die Meiji-Regierung weitere Zwecke. Einerseits versuchte man, die Chinesen zu einer formellen Anerkennung der japanischen Souveränität über die Ryūkyū-Inseln zu zwingen, andererseits zum Eingeständnis ihres Mangels an effektiver Kontrolle über Taiwan. Es war zudem ein Test der Leistungsfähigkeit der japanischen Militärkräfte für eine künftige Invasion Taiwans.
Innenpolitisch stellte sie diejenigen zufrieden, die auf eine aggressivere Außenpolitik drängten und über die Verweigerung einer Invasion Koreas durch die Regierung im Jahr 1873 erbost waren.
Die Expedition fand kurz nach der Saga-Rebellion statt, die von Saigō Tsugumichi, Saigō Takamoris jüngerem Bruder geführt wurde und größtenteils aus früheren Samurai der Saga und des Daimyats Satsuma bestand.
Die Japaner zogen sich aus Taiwan zurück, nachdem die Qing-Regierung eine Entschädigung von 500.000 Kuping-Tael zugesagt hatte. Japans Kosten für den Feldzug beliefen sich demgegenüber auf geschätzte fünf Millionen Ryō, die dem chinesischen Tael 1:1 entsprachen.